# Globochthonius montis
Espèce
Synonymes
- Chthonius montis Ćurčič, 2013

Globochthonius montis est une espèce de pseudoscorpions de la famille des Chthoniidae.

## Distribution
Cette espèce est endémique du Monténégro. Elle se rencontre vers Baretina Lokva dans l'Orjen.

## Description
La femelle holotype mesure 1,905 mm.

## Publication originale
- Ćurčić, Dimitrijević, Ćurčić, Makarov, Ćurčić, Tomić & Ilić, 2013 : Chthonius (Globochthonius) montis n. sp.: A new epigean pseudoscorpion from Montenegro (Chthoniidae, Pseudoscorpiones). Archives of Biological Sciences, vol. 65, no 4, p. 1553-1558.